# Bettina Röhl
Bettina Röhl, née le 21 septembre 1962, est une journaliste et auteure allemande connue pour ses écrits sur le mouvement étudiant des années 1960 et les enlèvements terroristes qu'il a engendrés en Allemagne de l'Ouest au début des années 1970.
Elle a en particulier beaucoup écrit sur l'époque où l'ancien ministre des Affaires étrangères, Joschka Fischer, était un leader militant d'extrême-gauche, après de nombreuses recherches, dans le sillage d'articles sur sa propre mère, la journaliste et terroriste de la Faction Armée rouge, Ulrike Meinhof.
Ses appréciations de la violence associée à la Fraction Armée rouge dans les années 1970 sont en général très critiques,,,.

## Biographie

### Enfance
Bettina Röhl et sa sœur jumelle Regine sont nées à Hambourg. Ulrike Meinhof (1934-1976), leur mère, subvenait alors à ses propres besoins en tant que chroniqueuse et, selon au moins une source, rédactrice en chef en 1962, de Konkret, un magazine politique de l'époque résolument de gauche,. La famille compte de nombreux journalistes: ses deux parents, son grand-père et son oncle.
Leur père Klaus Rainer Röhl, fondateur du magazine, en était à l'époque le directeur. Bettina Röhl a passé sa petite enfance à Hambourg jusqu'au divorce de ses parents en février 1968 : Regine et Bettina ont accompagné ensuite leur mère à Berlin. La même année, les filles étaient inscrites à l'école Königin-Luise-Stiftung ( « Fondation Reine Luise » ), un établissement d'enseignement privé évangélique (protestant) à Berlin-Dahlem.
En mai 1970, après la libération violente d'Andreas Baader, Ulrike Meinhof, qui avait joué un rôle central dans "l'opération", fut obligée de "disparaître dans la clandestinité". Elle n'avait pas tiré le "coup mortel", mais parmi les personnes recherchées par la police dans le cadre de cette affaire, c'est elle plutôt que ses camarades masculins, qui a le plus frappé l'imagination des journalistes : sa photo a été largement diffusée.
Les jumelles avaient été envoyés à Brême pour passer les deux semaines de vacances de printemps avec l'ami de Meinhof, l'écrivain Jürgen Holtkamp, et ignoraient totalement l'évasion de Baader.
Dès que le visage de Meinhof a commencé à apparaître sur les avis de recherche, le père des filles a demandé leur garde au tribunal, mais le divorce et ses conséquences ont été amers. Le 3 août 1970, lorsque le tribunal a autorisé les filles à rester avec leur père, elles étaient déjà à l'étranger depuis six semaines.
Immédiatement après la disparition de Meinhof, une de ses amies politiques, Monika Berberich, a récupéré Regine et Bettina au zoo de Berlin, un point de rendez-vous convenu avec un autre camarade qui avait récupéré les filles de leur séjour de deux semaines à Brême.
Berberich a ensuite conduit les enfants à travers la France et l'Italie jusqu'à un « camp de casernes » sur le flanc de l'Etna, qui avait été construit à l'origine comme hébergement d'urgence pour les personnes rendues sans abri par une éruption volcanique, et où Andreas Baader et d'autres se cachaient.
On a dit aux filles qu'elles retrouveraient leur mère en Sicile : elles ne savaient pas, à l'époque, qu'elles avaient été emmenées là-bas pour éviter d'être retrouvées par leur père.
En septembre 1970, les deux filles ont été retrouvées par Stefan Aust, alors jeune journaliste d'investigation de Hambourg, futur directeur du magazine Der Spiegel, et sont retournées en Allemagne de l'Ouest à temps pour passer leur huitième anniversaire avec leur père.
Bettina Röhl elle-même a plus tard affirmé avec une conviction croissante, dans plusieurs interviews, que sa mère n'aurait eu absolument aucune raison de garder les filles éloignées de leur père à cette époque :les emmener en Sicile pourrait selon elle faire partie d'un projet de s'échapper vers la sécurité relative (pour une terroriste recherchée et ses enfants) d'un « camp palestinien en Jordanie »,.
Röhl a également laissé entendre fortement que le contrecoup de l'amertume du divorce avait laissé sa mère mentalement endommagée

### Études
Entre 1970 et 1982, Regine et Bettina Röhl ont vécu avec leur père à Hambourg où elles ont eu une éducation relativement conventionnelle.
En mai 1976, le corps d'Ulrike Meinhof fut retrouvé pendu dans sa cellule de la prison de Stuttgart. À l'école, interrogée sur ses parents, Röhl était capable de répondre par une explication d'une ligne bien répétée destinée à conclure la discussion : « Ma mère est morte et mon père était rédacteur en chef du magazine de gauche konkret. ". The Observer, London consulté le 15 mai 2019.
En 1982, elle obtient son diplôme de l'école secondaire de Hambourg et rejoint l'Université de Hambourg où elle étudie l'histoire et la germanistique,. Ses années universitaires comprenaient également une période d'étude de l'italien à Pérouse.

### Journalisme
Bettina Röhl s'est lancée dans une carrière de journaliste alors qu’elle était encore à l’université. Parmi les publications pour lesquelles elle a travaillé figurent les magazines Tempo et Männer Vogue, ainsi que le mensuel politique Cicero . Elle a également contribué au quotidien à grand tirage Hamburger Abendblatt et au magazine télévisé Spiegel TV, et a contribué à de nombreux livres.

## Thèmes d'enquête et de témoignages
Au cours de la première partie du XXIe siècle, Röhl a utilisé son expérience journalistique pour se concentrer de manière plus intensive sur un nombre relativement restreint de thèmes : elle a parfois suscité la controverse en attirant l'attention sur des aspects inconfortables de l'histoire récente.

### Témoignage de 1995
Bettina Röhl a d'abord obtenu en Allemagne un écho énorme quand elle a rédigé pour Der Spiegel en 1995 un récit émouvant de sa vie de désarroi face à l'impossible amour d'une mère égarée.

### Joschka Fischer
En 1998, Bettina Röhl rencontre Joschka Fischer, leader des Verts allemands, dont elle ne connait encore rien, même si elle vote pour son parti. Fischer l'a prise pour la réincarnation de sa mère Ulrike Meinhof et est parti dans un trip nostalgique, lui racontant que lui-même n'avait jamais été non-violent. Elle découvre alors le livre de Christian Y. Schmidt et une coïncidence qui la bouleverse : le 10 mai 1976, lendemain de la mort de sa mère en prison, ce dernier a encouragé les militants de Francfort à faire usage de cocktails Molotov, selon des témoins de l'époque, et un policier fut grièvement brûlé. 
En janvier 2001, elle déclenche un « feuilleton qui enflamme l'Allemagne pendant deux mois », l'« affaire Fischer », débat sur l'aptitude au poste de ministre des Affaires étrangères et vice-chancelier Joschka Fischer, sujet d'un livre fait à 30% d'autobiographie et à 70% de recherche historique de la journaliste, qui a compulsé des tonnes d'archives et interviewé plus de 200 témoins, incluant Joschka Fischer, Otto Schily, Johannes Rau qui connut sa mère, Helmut Kohl et Helmut Schmidt. Elle retrouve et publie sur son site Internet et dans Stern onze photographies de Lutz Kleinhans dans le Frankfurter Allgemeine Zeitung le montrant avec Hans-Joachim Klein et d'autres militants politiques attirant dans un piège puis agressant sauvagement Rainer Marx, un policier, le 7 avril 1973 à Francfort. Ces photographies oubliées depuis longtemps dans les archives du "Frankfurter Allgemeine Zeitung"
, sont publiées par le magazine à grand tirage "Stern" en janvier 2001 déclenchant « le tremblement de terre politique » de l'« affaire Fischer »,, qui éclate quelques jours avant la comparution du vice-chancelier et chef de la diplomatie allemande comme témoin au procès de l'ancien terroriste Hans-Joachim Klein, car « la force de l'image rend inévitable la comparaison » entre le Fischer devenu vice-chancelier et le jeune homme casqué frappant un policier à terre un quart de siècle plus tôt.
Le 3 janvier, l'opposition CDU/CSU exige immédiatement sa démission. "Cet homme est intenable en tant que ministre des Affaires étrangères", déclare Wolfgang Bosbach, du groupe parlementaire CDU/CSU au Bundestag. Personne n'y avait encore identifié Fischer et Klein. 
Ses informations recoupent celles d'autres livres sur le goût spécifique de Fischer pour la violence, tels que Wir sind die Wahnsinnigen publié en 199 par Christian Y. Schmidt et la biographie semi-officielle où Sibylle Krause-Burger, journaliste au Stuttgarter Zeitung, racontait dès 1997 comment dans un débat public tenu en 1974 avec les jeunes socialistes, Fischer avait défendu les jets de pierres contre les « représentants du système ». Le procureur Volker Rath a confronté Fischer à ses déclarations antérieures où il avait admis à la télévision avoir été impliqué dans les attaques au cocktail molotov.
Ce dernier décide de contre-attaquer avec l'aide du chancelier allemand Gerhard Schröder, dont il est un précieux soutien sur l'aile gauche, lors de sa déposition du 16 janvier comme témoin au procès de son ex-ami le terroriste Hans-Joachim Klein, qui tourne « au show médiatique ». Gerhard Schröder déclare que la république allemande manquerait d’ouverture d'esprit sur les questions sur les causes du fascisme, sans la présence de la génération Fischer. Ce dernier est soutenu par une partie de la presse et sa propre maison d’édition Kiepenheuer & Witsch, propriété du puissant et contesté groupe de presse d'Axel Springer, cible favorite du mouvement de protestation en 1968 en Allemagne, et qui est aussi éditrice du projet de livre de Bettina Rohl. Kiepenheuer & Witsch annonce renoncer à sa promesse de publier le livre de la journaliste, le jugeant trop à droite idéologiquement,, en lui reprochant d'avoir vendu chèrement les clichés sans en détenir les droits, tandis que des éditoriaux « l'enferment dans le rôle qu'elle fuit, de la victime qui se vengerait de son enfance perdue »,,. Sa biographie et celles de ses parents sont revisitées à la recherche de sa propre motivation, à mesure que campagne contre elle gagne d'autres pays. Arnaud Leparmentier dénonce dès janvier 2001 dans Le Monde, « l'acharnement d'une femme » qui « veut la perte des soixante-huitards et du plus célèbre d'entre eux », via un futur « livre-règlement de comptes sur cette génération », et souligne que la justice lui a interdit d'afficher sur son site Internet les photos, en rappelant que Fischer se plaint lui d'avoir été tabassé avec sa femme par des policiers en 1968, photos à l'appui ,. Même le NRC Handelsblad quotidien néerlandais progressiste, change de ton parle de la "croisade de Meinhof junior contre Joschka Fischer". L'éditeur revient à la charge en déclarant qu'il a « rompu les relations avec Röhl » et fustige « le même ton méprisant et hautain et le même fanatisme pathétique que celui de sa mère Ulrike Meinhof », tandis que les médias donnent une tribune à des psychologues qui présent sa démarche « comme une réaction à une enfance traumatisée ».
La journaliste dénonce une campagne de haine visant à blanchir Joschka Fischer en salissant sa propre crédibilité, trouve un nouvel éditeur, Kiepenheuer et Witsch, qui avait également publié des livres de Joschka Fischer, et répond que les photos ont été mises à sa disposition par le photographe retraité Lutz Kleinhans, en échange d'une contribution rémunérée au livre, en promettant aussi que les documents empruntés aux archives du Tagesschau, mgaazine d'information de la télévision société de télévision, montrant la même scène, avec le policier frappé après avoir été projeté au sol, leur seront rendue à condition qu'ils soient diffusés dans l’émission quotidienne d'ARD. Selon elle «le vrai scandale, c'est qu'aucun reporter ne s'y soit intéressé jusqu'à alors (...) La médiacratie qui règne en Allemagne a occulté tout ce passé !» et « affabulé sur ses traumatismes d'enfance (...) pour discréditer son travail ».
Fischer poursuit la contre-attaque par des interview, où il admet avoir "jeté des pierres" mais pas des cocktails Molotov et trouvé la violence « tentante » car déclenchant un mécanisme par lequel vous ressentez de la puissance. Il annonce une conversation téléphonique « amicale et ouverte » avec Rainer Marx, le policier agressé, précédant un entretien personnel non encore programmé. Mettant en scène « un acte public de contrition en s'excusant auprès de la police pour son comportement violent » à l'époque des « brigades de nettoyage », il invoque un contexte sociologique où elle prétendaient lutter contre la « violence institutionnelle » présentée comme une « continuation de le nazisme », dans les années 1970.
Bettina Röhl adresse alors une lettre ouverte de 27 pages au président allemand au président Rau l'informant d'une action pénale contre lui pour tentative de meurtre. Cette affirmation était basée sur des déclarations de témoins, dont trois qu'elle avait enregistrées, qu'elle avait obtenues alors qu'elle enquêtait sur un incident survenu en 1976 impliquant une attaque mettant sa vie en danger avec un cocktail Molotov contre un policier de Francfort appelé Jürgen Weber. Röhl a écrit dans cette lettre qu'il s'agit en réalité aussi d'une urgence nationale",. Elle y décrit Fischer comme « sans réelles idées politiques » à l'époque et « simplement obsédé par la violence » en « expliquant de manière convaincante son comportement à l'époque »,, et en « décrivant de manière tout aussi convaincante » la logique des manifestations de solidarité reçues par le ministre.
En 2001 et 2002, elle a apporté à deux reprises des contributions au magazine télévisé Panorama qui couvrait le passé violent de Fischer et ses travaux de recherche à ce sujet,.
Les partisans et détracteurs de Fischer se sont alors opposés dans un débat générationnel sur le droit à l'oubli du passé radical, lancé par les proches de Fischer. Après Bettina Röhl, Michael Schwelien, biographe de Fischer, l'a ouvertement accusé d’avoir délibéré et participé à la violence contre la police. La presse révèlera aussi que le terroriste Hans-Joachim Klein était le mécanicien automobile de Fischer et transportait dans une voiture appartenant à ce dernier l'arme qui a servi à tuer dans son sommeil le ministre de l'Économie de Hesse, Heinz-Herbert Karry, le 11 mai 1981 à Francfort, des inconnus, debout sur une échelle appuyée contre la fenêtre de sa chambre ayant tiré à travers, une lettre du groupe terroriste Revolutionäre Zellen revendiquant l'assassinat mais Fischer assure qu'il ne savait pas que Klein utiliserait le véhicule pour transporter des armes. Fischer a nié alors avoir eu une influence négative sur Klein ou les autres membres violents du groupe qu'il dirigeait.
Cependant, en 2005 il a subi de lourdes attaques lorsqu’une faille dans la législation sur l’immigration, datant de mars 2000, a été découverte et dénoncée par la presse, même si la loi avait été amendée un an plus tôt. Cette loi avait été votée dans un effort pour améliorer les relations avec les anciens pays du bloc de l’Est, donnant mandat à tous les consulats allemands pour « décider, en cas de doute » des autorisations à émigrer et l'année suivante, sur plus de 300000 Ukrainiens réclamant un visa touristique, 9 sur 10 l'avaient obtenu.

### Cerveau de sa mère
Fin 2002, la journaliste a révélé que le cerveau de sa mère n'avait jamais été enterré, mais extrait lors de l'autopsie, examiné et stocké dans un pot de conservateur au formaldéhyde par des médecins désireux de vérifier une théorie selon laquelle ce cerveau aurait été endommagé par une opération visant à retirer une tumeur bénigne en 1962.
Après la réunification allemande, le professeur Jürgen Pfeiffer, chargé de ce travail, a déménagé à Magdebourg et le cerveau a été transféré à Magdebourg en 1997 Presque immédiatement, une commission d'éthique a interdit d'entreprendre de nouvelles recherches ou de publier celles déjà entreprises. Le parquet de Stuttgart a alors exigé qu'on remette le résidu aux proches du défunt. Le 22 décembre 2002, les restes du cerveau d'Ulrike Meinhof ont été enterrés avec ses autres restes mortels au Dreifaltigkeitskirchhof III (cimetière) (champ 3A-12-19) à Berlin-Mariendorf.
Plus tard, Röhl a écrit un article sur le coiffeur Udo Walz, publié dans lea presse:Rheinische Post, Die Welt et Berliner Morgenpost .L'homme avait teint les cheveux d'Ulrike Meinhof en blond en 1970, quand elle « vivait sous terre ». Le Frankfurter Allgemeine Zeitung a profité de l'occasion pour critiquer les reportages continus sur la "Génération 68" comme un moyen de générer des revenus, en qualifiant Bettina Röhl de "fille de terroriste". Elle a gagné un procès devant le tribunal de district de Munich en contestant mais, le jugement a été annulé par la Haute Cour fédérale de Karlsruhe, qui a estimé que la diffamation était fortuite, les frais de justice devant être supportés par Röhl.

### Féminisme
En avril 2005, Bettina Röhl a contribué à Cicéron dans un long métrage critique en trois parties sous les titres accrocheurs « Die Sex-Mythen des Feminismus », « Die Gender Mainstreaming-Strategie », et « Der Sündenfall der Alice Schwarzer ». ?". Elle s'est révélée être une critique résolue de ce qu'elle appelle le "gender mainstreaming" et du féminisme radical à la manière des années 1970, du type prôné par Alice Schwarzer dans son livre "Der kleine Unterschied und seine großen Folgen" ( "La petite différence et ses grandes conséquences" ). Dans une déclaration qui fait la une des journaux, elle déclare : « Cette idée du pénis comme arme de domination est au cœur de la doctrine de Schwarzer. Ce type de féminisme peut se résumer ainsi : les femmes sont des personnes, les hommes doivent encore devenir des personnes. » 
À l'occasion de la remise du prix Theodor W. Adorno à la philosophe, spécialiste de la littérature et théoricienne queer Judith Butler, Röhl s'est passionnée pour son thème dans sa chronique "Bettina Röhl direkt" dans Wirtschaftswoche. Au sujet de « l'idéologie du genre », elle a écrit qu'en Norvège, le gouvernement accorde des subventions de près de 60 millions d'euros par an pour la recherche sur le genre et que chaque projet, un par un, a été considéré comme du charlatanisme . Dans une contribution ultérieure, elle a qualifié les courants féministes de « crime contre l'humanité » et l'« intégration du genre » comme un « incendie criminel spirituel » ( « geistige Brandstiftung » ).

### Agressions sexuelles du Nouvel An
À la suite des agressions sexuelles largement médiatisées attribuées à des immigrants récents dans la zone située entre la cathédrale de Cologne et la gare principale de la ville (et ailleurs) lors du réveillon du Nouvel An 2015/2016, Bettina Röhl a accusé la journaliste de télévision Anja Reschke d'avoir minimisé les différentes agressions présumées.

## Opinions politiques déclarées
La journaliste affirme se rattacher à la tradition humaniste, sociale et écologiste et a voté vert, en affirmant que les extrêmes, de gauche ou de droite, la rebutent et qu'elle n'est pas anti-68, même si son site Internet contient des attaques incendiaires contre Fischer et Cohn-Bendit.